# Astrosat
Astrosat — первый астрономический спутник Индии. Первоначально запуск был намечен на 2013 год, позже он был перенесён на октябрь 2015 года. Спутник был запущен 28 сентября 2015 года в 10:00 IST вместе с шестью другими спутниками с помощью ракеты-носителя PSLV-C30 с первой пусковой площадки Космического центра имени Сатиша Дхавана. Орбита — 644,6×651,5 км, её плоскость наклонена на 6 градусов к плоскости экватора, то есть это — почти экваториальная орбита Земли.
«Astrosat» является многоволновой миссией по изучению космоса. Обсерватория имеет 5 различных приборов, изучающих видимое (320—530 нм), ультрафиолетовое (130—320 нм), рентгеновское (0,3—8 кэВ, 2—10 кэВ, 3—80 кэВ и 10—150 кэВ) излучения.

## Цели
- Многоволновое исследование космических объектов
- Обзор неба в жёстком рентгене и ультрафиолете
- Широкополосные спектрографические исследования активных галактических ядер, остатков сверхновых и звёздной короны
- Исследования периодической и непериодической изменчивости рентгеновских источников
- Контроль интенсивности известных источников и обнаружение вспышек и изменения яркости